# ГАЕС Жидово
ГАЕС Жидово (Zydowo) — гідроакумулююча електростанція на півночі Польщі у Західнопоморському воєводстві.
Будівництво ГАЕС стартувало на початку 1960-х, а введення в експлуатацію припало на 1971-й рік. Станція розташована в долині річки Радев, на якій за допомогою греблі висотою 6,3 метра та довжиною 50 метрів створили нижній резервуар — озеро Kwieckie, яке має максимальну площу до 140 гектарів. Верхній резервуар — озеро Kamienna — споруджений на висотах східного берега річки. Площа резервуара від 78 до 100 гектарів та об'єм до 3,3 млн м3. Під час спорудження станції виконали земляні роботи в обсязі 1,2 млн м3 та використали 70 тис. м3 бетону.
Від верхнього резервуару до машинного залу веде канал довжиною 1,3 км, що переходить у три водоводи діаметром 5 метрів та завдовжки приблизно 0,5 км. Зал обладнаний трьома турбінами типу Френсіс, у тому числі двома оборотними.
У 2009—2013 чеська компанія ČKD провела капітальний ремонт турбін ГАЕС. Це дозволило збільшити максимальну потужність станції у турбінному режимі до 167 МВт.